# جان هاروی (سیاستمدار آمریکایی)
جان هاروی (John Harvie) (زادهٔ ۱۷۴۲ – درگذشتهٔ ۶ فوریه ۱۸۰۷)، از پدران بنیان‌گذار آمریکایی، وکیل و سازنده اهل ویرجینیا بود. او نماینده دومین کنگره قاره‌ای، جاییکه اصول کنفدراسیون را در سال‌های ۱۷۷۷ و ۱۷۷۸ امضا کرد، بود. او یک وکیل موفق، مالک زمین و همچنین چهارمین شهردار ریچموندِ ویرجینیا بود. توماس جفرسون از زمان کودکی با او دوست بود. پدرش پشتیبان جفرسون بود. او در ۱۷۷۴ پس از جنگ پوینت پلیزنت، مذاکره‌کننده قرارداد صلح بود. در طول جنگ انقلابی آمریکا، او در هیئت جنگ حضور داشت و یک اردوگاه جنگی به نام باراکس را در اموالش، اداره می‌کرد.

## زندگی شخصی و تحصیلات
هاروی در ۱۷۴۲ در کشتزار بلمونت در شهرستان آلبمارل ویرجینیا از یک مهاجر اسکاتلندی، جان هاروی پدر (۱۷۰۶-۱۷۶۷) و مارتا گینز هاروی به‌دنیا آمد. برادرش ریچارد، یک فروشگاه در شارلوتزویل را مدیریت می‌کرد و شرکت آر هاروی و شرکاء یا هاروی و شرکاء را با یک شریک تأسیس کرده بود. هاروی دوست صمیمی توماس جفرسون و رابرت موریس بود. پدرش پس از مرگ پیتر جفرسون در سال ۱۷۵۷، تیم قانونی جفرسون شد. هاروی وکیلی بود که در شهرستان آگاستا اقامت می‌کرد.
در ۱۷۶۷، هاروی مزرعه بلمونت را به ارث برد. مادرش به همراه هشت خواهر و برادرش به جورجیا نقل مکان کردند. او با مارگارت مورتون جونز، دختر گابریل جونز و مارگارت استروتر مورتون جونز ازدواج کرد. آن‌ها چهار پسر به نام‌های لوئیز، جان، ادوین و ژاکلین و همچنین سه دختر به نام‌های گابریلا، امیلی و جولیا داشتند. وی تا ۱۷۸۰ در بلمونت زندگی کرد و سپس به ریچموند نقل مکان کرد.

## حرفه

### حقوق و تجارت
هاروی به‌وسیله تجارت و مهارت‌های مالی خود در ریچموند و در سراسر استان، ثروت زیادی به‌دست‌آورد. او یکی از اولین مدیران بانک ویرجینیا بود و ناظر تعهدات پرداخت سهام افزایش سرمایه، برای بانک بود. او یک دفتر وکالت موفق ایجاد کرد و یکی از اولین وکیل‌هایی بود که در آلبمارل بار مشغول به کار شد.

### سیاست
بعد از اینکه فرماندار دانمور مجلس بورگس‌ها را منحل کرد، رای‌دهندگان شهرستان آگوستای غربی، هاروی را به عنوان یکی از دو نماینده خود به جانشینی از آن‌ها برای شرکت در پنج مجمع قانون‌گذاری کنوانسیون انقلابی ویرجینیا در ۱۷۷۵ و ۱۷۷۶ انتخاب کردند. قانون‌گذاران همکار، سال بعد هاروی را به عنوان یکی از نمایندگان ویرجینیا در دومین کنگره قاره‌ای انتخاب کردند. هاروی هرگز در شهرستان آگوستای غربی که هیچگاه با ویرجینا ادغام نشد، زندگی نکرد (آن سرزمین در نهایت به شهرستان اوهایو، شهرستان مونانگالیا و شهرستان یوهوگانیا تبدیل شد) اما شهرستان‌های ترانس آپالاچی، در تأمین هزینه سفر نمایندگان خود و همچنین در یافتن مردانی که مایل به انجام این سفر طولانی و طاقت‌فرسا به کاپیتول (عمارت مجلس ایالتی) استان بودند، با مشکلاتی روبرو بودند.
زمانی که در کنگره قاره‌ای، هاروی یکی از پنج نماینده ویرجینیا بود، اساس‌نامه کنفدراسیون را در ۹ ژوئیه ۱۷۷۸ امضا کرد. او در ۱۷۸۰ به عنوان مسئول ثبت اداره زمین منصوب شد و به همین دلیل به ریچموند نقل مکان کرد. دفتر او مسئول معاملات در قلمرو شمال غربی، ویرجینیای غربی، اوهایو و کنتاکی بود. از ۱۷۸۵ تا ۱۷۸۶، هاروی به عنوان شهردار ریچموند خدمت کرد.

### نظامی
در ۱۷۷۴، او به عنوان کمیسر قبیله شاونی برای مذاکره در مورد پیمان صلح پس از نبرد پوینت پلیزانت، انتخاب شد. او در ۱۷۷۶ یک سرهنگ در میان شبه نظامیان ویرجینیا بود. هاروی و توماس واکر، از قلعه هیل به عنوان کمیسرهای مشترک منصوب شدند و به آن‌ها اختیارات کامل برای مذاکره با بومیان آمریکایی در فورت پیت داده شد.
سرهنگ هاروی به عنوان مسئول خرید و سازماندهی تدارکات برای شبه نظامیان ویرجینیا و واحدهای ارتش قاره‌ای خدمت می‌کرد. او همچنین در طی جنگ انقلابی آمریکا، در هیئت جنگ حضور داشت. اعضای کنگره که از شرایط دره فورج آگاه شدند، به اردوگاه آمدند تا خودشان شرایط را بررسی کنند. شهرت و توانایی واشینگتن برای رهبری زیر سؤال رفت. هاروی به واشینگتن گفت: «ژنرال عزیزم، اگر مقداری توضیح می‌دادید، همه این شایعات [تحقیرآمیز واشینگتن] مدت‌ها پیش ساکت می‌شد».
در ژانویه ۱۷۷۹، هاروی بر اساس نفوذ خود، کمپ اسرا به نام باراکس که ۶۰۰۰ سرباز هسی (آلمانی) و بریتانیایی را در خود مستقر کرده بود، تأسیس کرد. هاروی این ملک ۲۴۰ جریبی را که در غرب شارلوتزویل واقع شده بود، در حدود ۱۷۷۸، از ریچارد اندرسون خریداری کرد. ساختمان‌های آجری آن، محل سکونت نیروها بودند. این ملک دارای چند باغ، حیوانات مزرعه، مرغداری و سایر ساختمان‌های خارجی بود. تعدادی از مردان از کمپ فرار کردند و در کوهستان مستقر شدند و در آنجا با زنان بومی آمریکایی ازدواج کردند. زمانی که اردوگاه در نوامبر ۱۷۸۰ بسته شد، سربازان باقی مانده به شمال منتقل شدند.

### مالک و توسعه‌دهنده زمین
هاروی صاحب املاک بزرگی از جمله بلمونت، پن پارک و باراکس بود. در ۱۷۹۸، او ملک بلویدر را از قاضی بوشرود واشینگتن، در ریچموند خرید. این خانه با دیگر عمارت‌های باشکوه، مانند ماونت ورنون مقایسه می‌شد و گفته می‌شد که «خانه‌ای بسیار زیبا و دارای معماری کاملاً برتر و با تقارن و تناسبی زیبا است».
در ۱۷۸۲ او ۱۲ بردهٔ مرد داشت که هیچ جا اشاره‌ای به مردان آزاد شده، نشده‌است. او ۶ گله گاو و ۷ قاطر و کره داشت. در ۲۴ ژانویه ۱۷۸۲، یک آگهی در روزنامه ویرجینیا گزت و امریکن ادورتایزر دربارهٔ جردن، یکی از برده‌های فراری او، منتشر شد. در ۱۷۸۹، هاروی ۱۷ بردهٔ مرد داشت که ۲ نفر از آن‌ها ۱۲ تا ۱۶ سال داشتند. او برای اموالش در محله فردریکسویل در شهرستان آلبمارل، ۲ گاو نر سفید و ۱۰ اسب به عنوان مالیات داد.

## مرگ و میراث

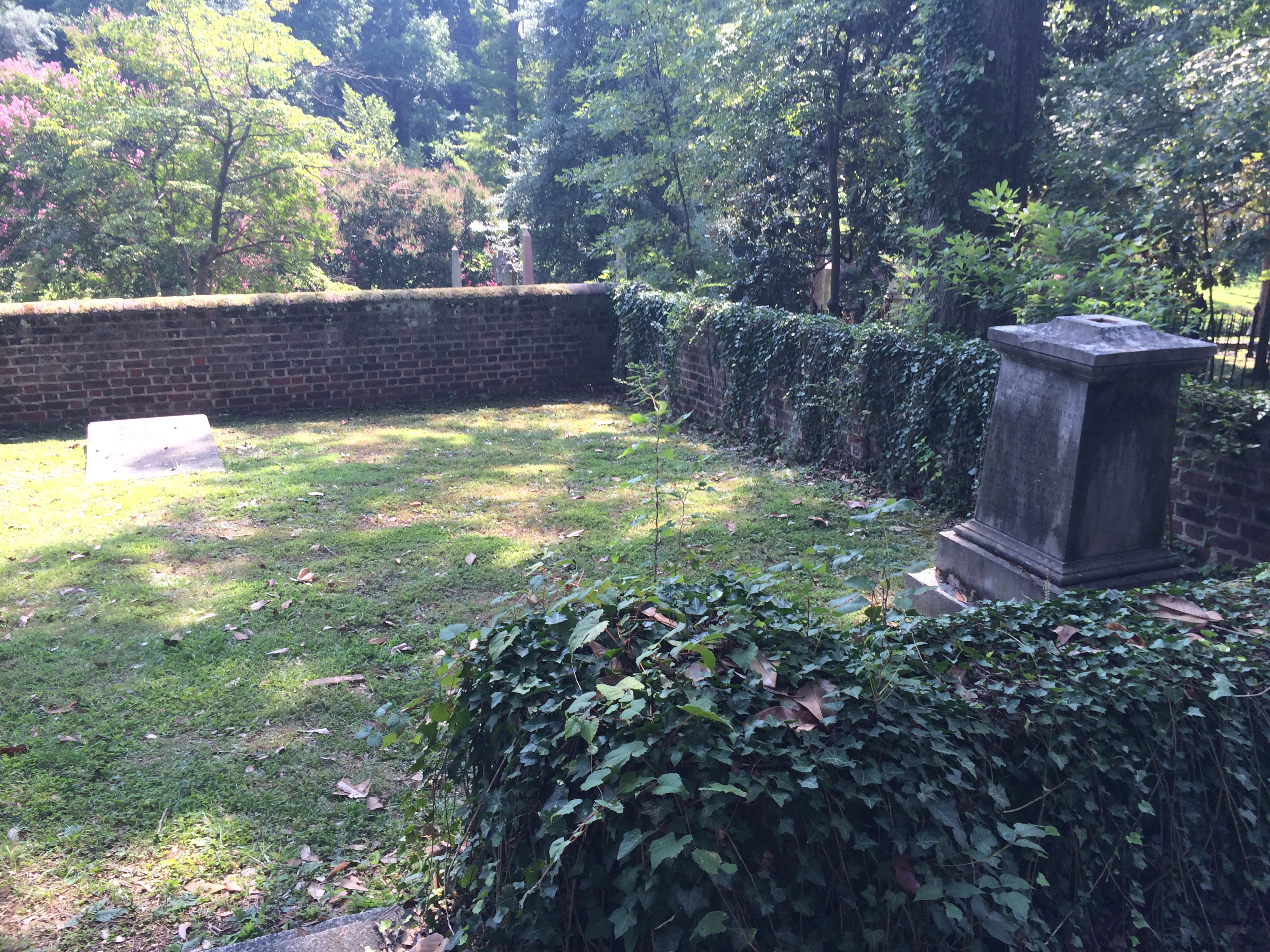
منطقه شامل خانواده ای است که قبل از توسعه قبرستان هالیوود مالک زمین بودند.

زمانی که هاروی در حال بازرسی عمارتی بود که توسط بنجامین لتروب ساخته می‌شد، از پشت بام به پایین افتاد و مجروح شد که منجر به فوت او شد. او در ۶ فوریه ۱۸۰۷ درگذشت و در قطعهٔ خانواده، در بلویدر، به خاک سپرده شد. این ملک بعدها قسمتی از گورستان هالیوود در ریچموند شد. همسرش مارگارت، ملک ۲۰ جریبی بلویدر را به ارث برد و تا ۱۸۱۴ در آنجا زندگی کرد تا اینکه آن را فروخت.
خیابان هاروی میان خیابان پارک و خیابان کری در ریچموند، به نام هاروی نام‌گذاری شده‌است. همچنین گفته می‌شود که خیابان ژاکلین به نام پسر او، ژنرال ژاکلین هاروی نام‌گذاری شده‌است.